# Allianz Trade
Allianz Trade (AZTrade), voorheen Euler Hermes, is een kredietverzekeraar die anno 2015 met vestigingen in 53 landen aanwezig is en deel uitmaakt van de Duitse Allianz Groep.

## Geschiedenis

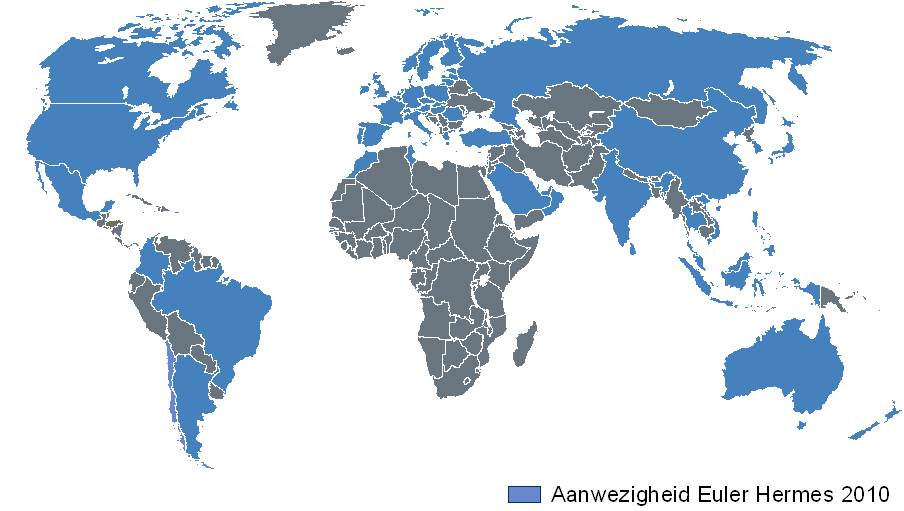
Aanwezigheid Euler Hermes

De geschiedenis van Allianz Trade gaat terug tot de oprichting in 1883 van de oudste kredietverzekeraar ter wereld, de American Credit Indemnity (ACI). 34 jaar later, in 1917, wordt in Berlijn de Hermes Kreditversicherungsbank opgericht, in 1918 gevolgd door de oprichting van de Trade Indemnity Corporation door de British Trade Corporation en in 1927 door de oprichting in Frankrijk van de Société Française d'Assurance-Crédit (SFAC). In 1929 wordt in België de Compagnie Belge d'Assurance-Crédit ofwel COBAC opgericht en neemt Hermes onderdelen van de gefailleerde Frankfurter Allgemeine Versicherung en Vaterländische Kreditversicherung over. Een overname van COBAC door de SFAC volgt in 1993, en een jaar later verkrijgt COBAC de zeggenschap over de Royal Nederlandse Kredietverzekering. SFAC breidt in 1996 verder uit met de overname van de American Credit Indemnity en de Trade Indemnity Corporation. Tegelijkertijd verkrijgt het Assurances générales de France (AGF) een meerderheidsaandeel in SFAC en wordt de naam van de groep gewijzigd in Euler. Allianz verkrijgt in datzelfde jaar de zeggenschap over Hermes, en twee jaar later in AGF, grootaandeelhouder van Euler. Na reeds in 1999 een intentieovereenkomst te hebben gesloten om zichzelf verder te ontwikkelen op de internationale markt wordt in juli 2002 de overname van Hermes door de Euler-groep voltooid. De groep en haar dochtermaatschappijen nemen in 2003 de naam Euler Hermes aan. In 2022 werd de merknaam aangepast van Euler Hermes naar Allianz Trade.

## Producten
Allianz Trade heeft in 2022 meer dan 6.000 medewerkers en kantoren in meer dan 50 landen in 5 continenten. Het productaanbod omvat kredietverzekeringen, (bank)garanties, fraudeverzekeringen incassodiensten en informatieproducten.

## Allianz Trade Groep

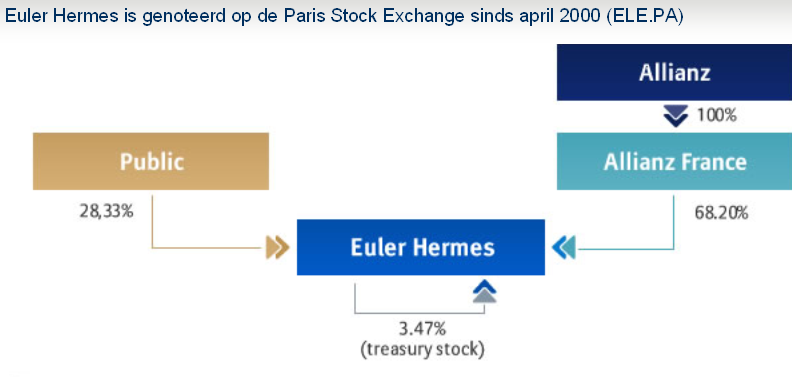
Euler Hermes

Allianz Trade is anno 2022 de grootste aanbieder van kredietverzekeringen ter wereld. Het hoofdkantoor bevindt zich in Parijs van waaruit de vestigingen op hoofdlijnen worden aangestuurd. Alle vestigingen opereren verder zelfstandig.

## Nederland
In Nederland opereert het bedrijf via het onderdeel Allianz Trade Nederland dat gevestigd is in 's-Hertogenbosch. Daarnaast beschikt Allianz Trade over een vestiging in Amsterdam. Er werken ongeveer 150 mensen bij Allianz Trade Nederland.